# Biłoszyci (przystanek kolejowy)
Czoliwka (ukr. Білошиці) – przystanek kolejowy w miejscowości Biłoszyci, w rejonie korosteńskim, w obwodzie żytomierskim, na Ukrainie. Położony jest na linii Korosteń – Żytomierz.
Dawniej nosił nazwę Szczorsiwka (ukr. Щорсівка), zmienioną na obecną w 2016 lub później, po tożsamej zmianie nazwy wsi, podczas dekomunizacji nazewnictwa na Ukrainie.